# Villarejo de Órbigo
Villarejo de Órbigo è un comune spagnolo di 3 412 abitanti situato nella comunità autonoma di Castiglia e León.
Pueblo agrícola en las fértiles tierras de la Ribera del río Órbigo.
Se cultivan cereales, maíz y remolacha. Algunas familias también se dedican a la ganadería.
Hace pocos años abrieron aquí una residencia Archiviato il 16 gennaio 2008 in Internet Archive. para personas de la tercera edad.